# 近江町市場

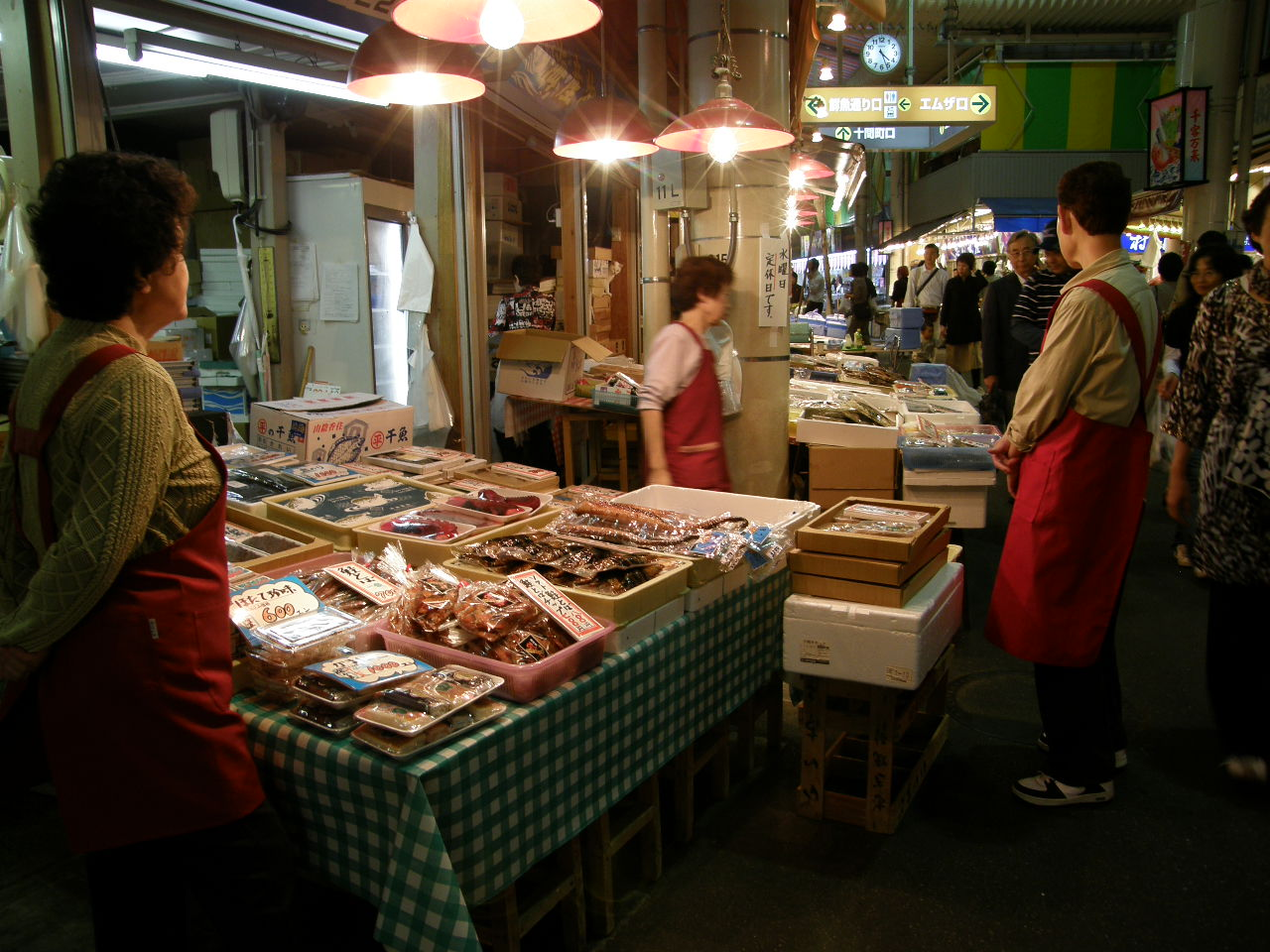
活気あふれる近江町市場

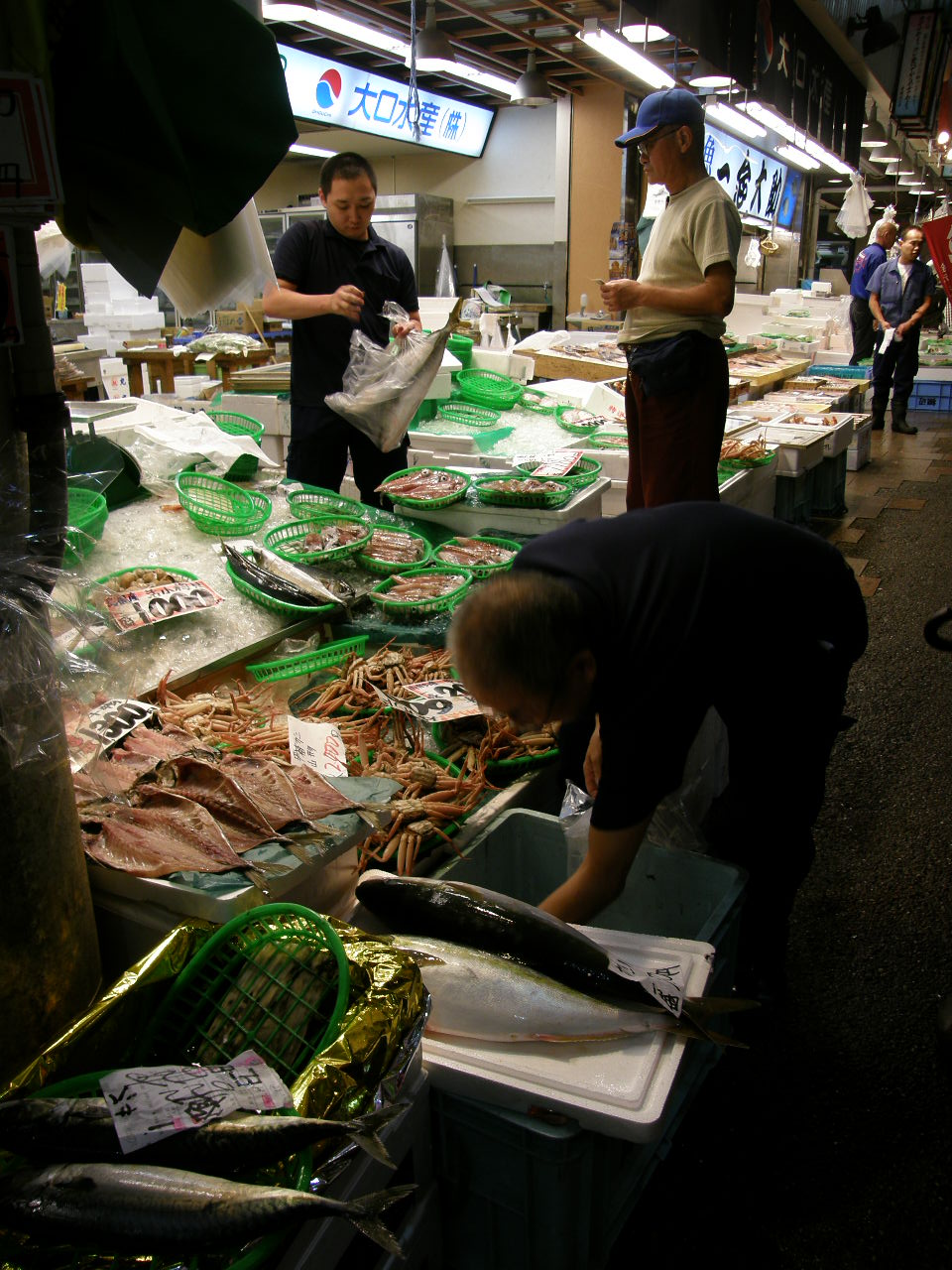
近江町市場の鮮魚店

近江町市場（おうみちょういちば）は、石川県金沢市の中心部にある市場。主に生鮮食品などの食品と生活雑貨を扱う小売店や飲食店など約180軒が商店街を形成している。
江戸時代の享保6年（1721年）に始まり、金沢を城下町としていた加賀藩の御膳所だった。名前の由来は諸説あるが、近江商人が作ったことによる。地域によってはおみちょ（「お」にアクセント）と呼び親しまれている。
市街地再開発事業により、2009年4月16日に近江町いちば館が開業した（本項で説明）。

## 概要
国道157号などの起点となっている武蔵交差点（武蔵ヶ辻）の南東側一帯に位置し、繁華街の香林坊からも比較的近い。約2.8haの敷地に約170店（メディアによっては約180店や約200店と異なっている）の商店・飲食店が軒を連ね、「金沢市民の台所」としても知られる。石川県特産の加賀野菜や海産物を扱う店が多く、金沢市民だけでなく、金沢ならではの観光名所としても知られている。
各店を取引先とする金沢中央信用組合が所在している。市場全体は近隣の市姫神社を産土神（守り神）としている。
その一方で、2015年に北陸新幹線の開業に伴い、観光客の増加や訪日外国人旅行者の増加により地元の利用者の減少や観光公害の問題も顕在化している。市場側も観光客の増加に対応して、通信環境の改善やPayPay決済の導入などを実施している。

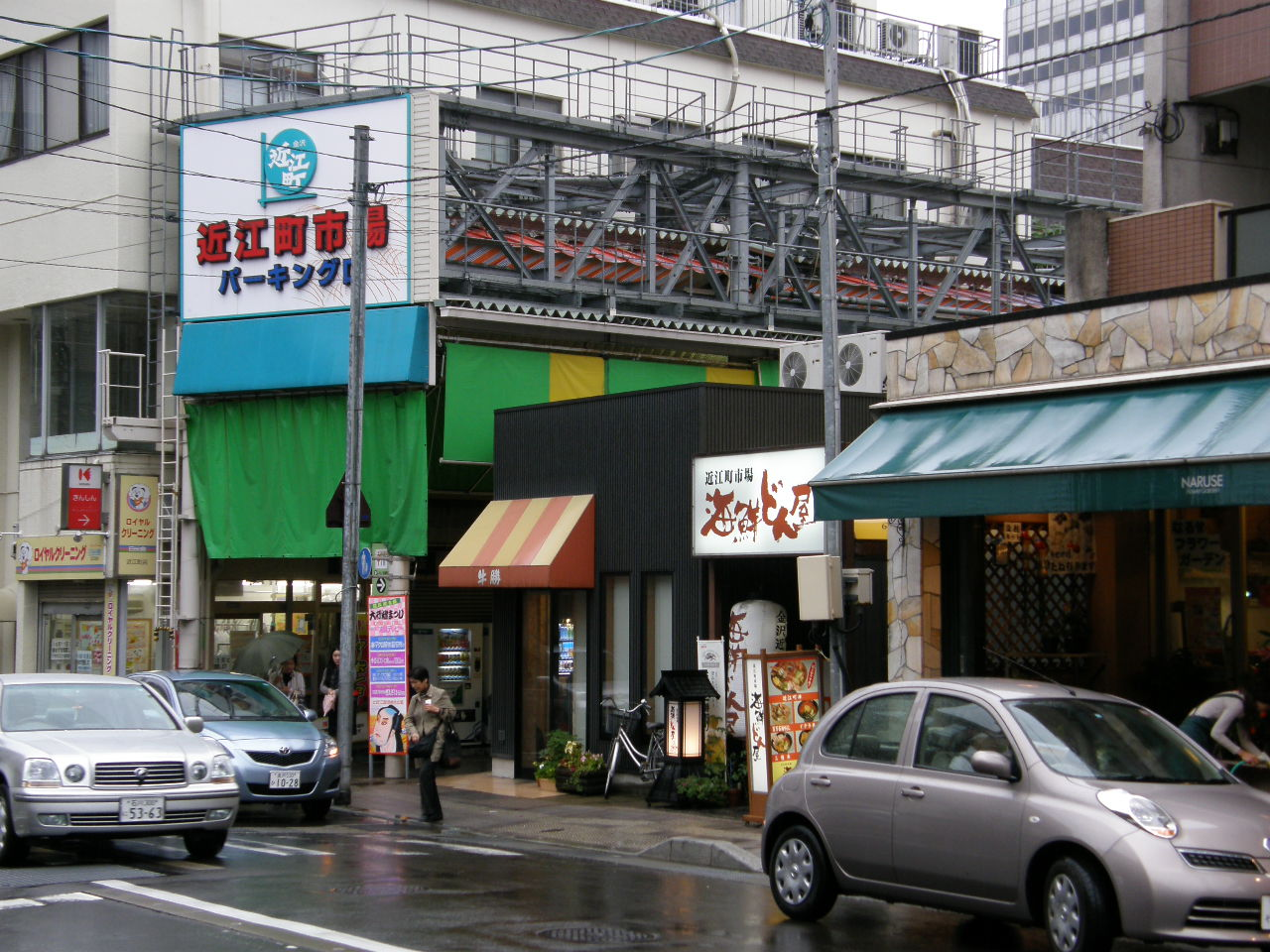
近江町市場入口
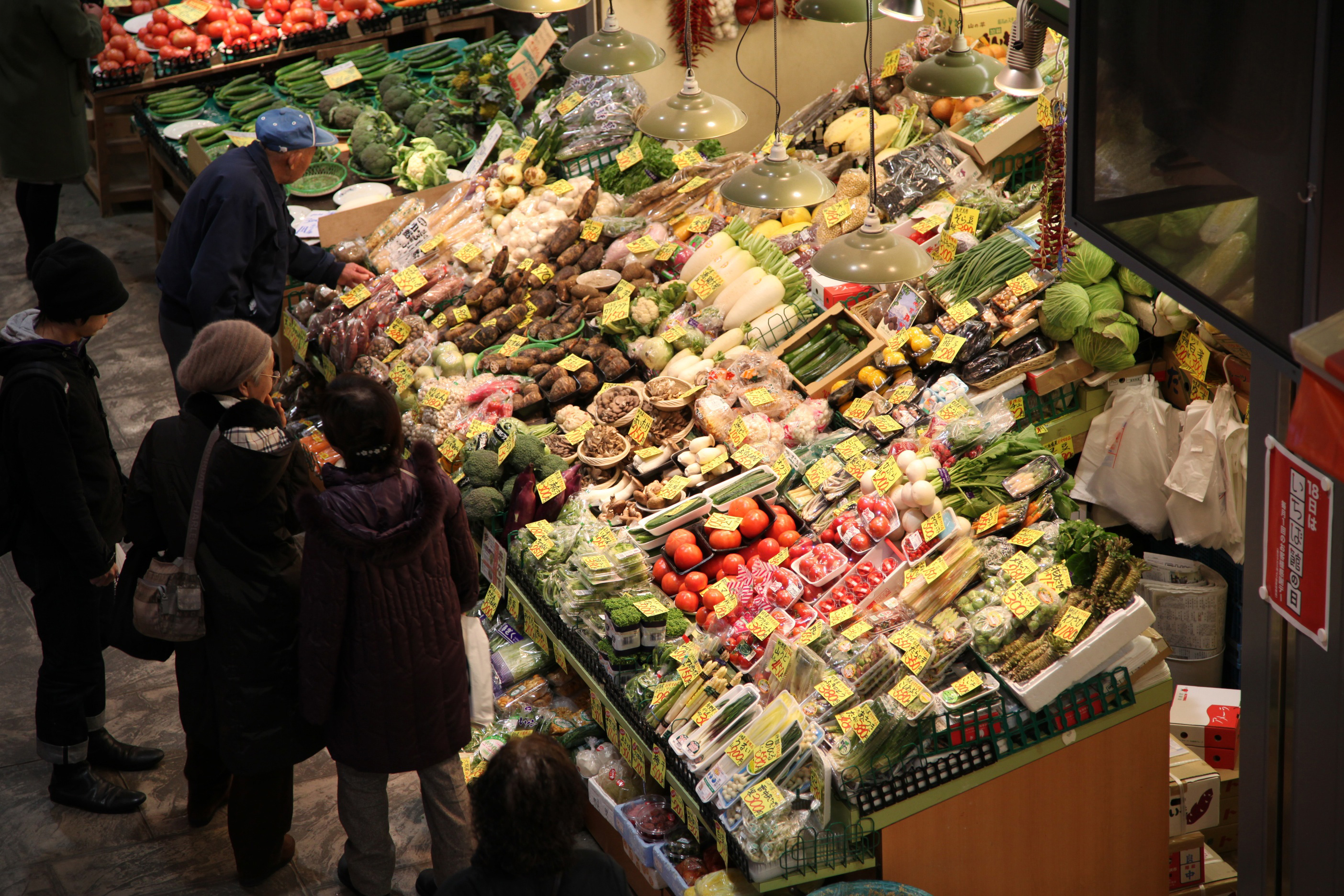
市場内の八百屋
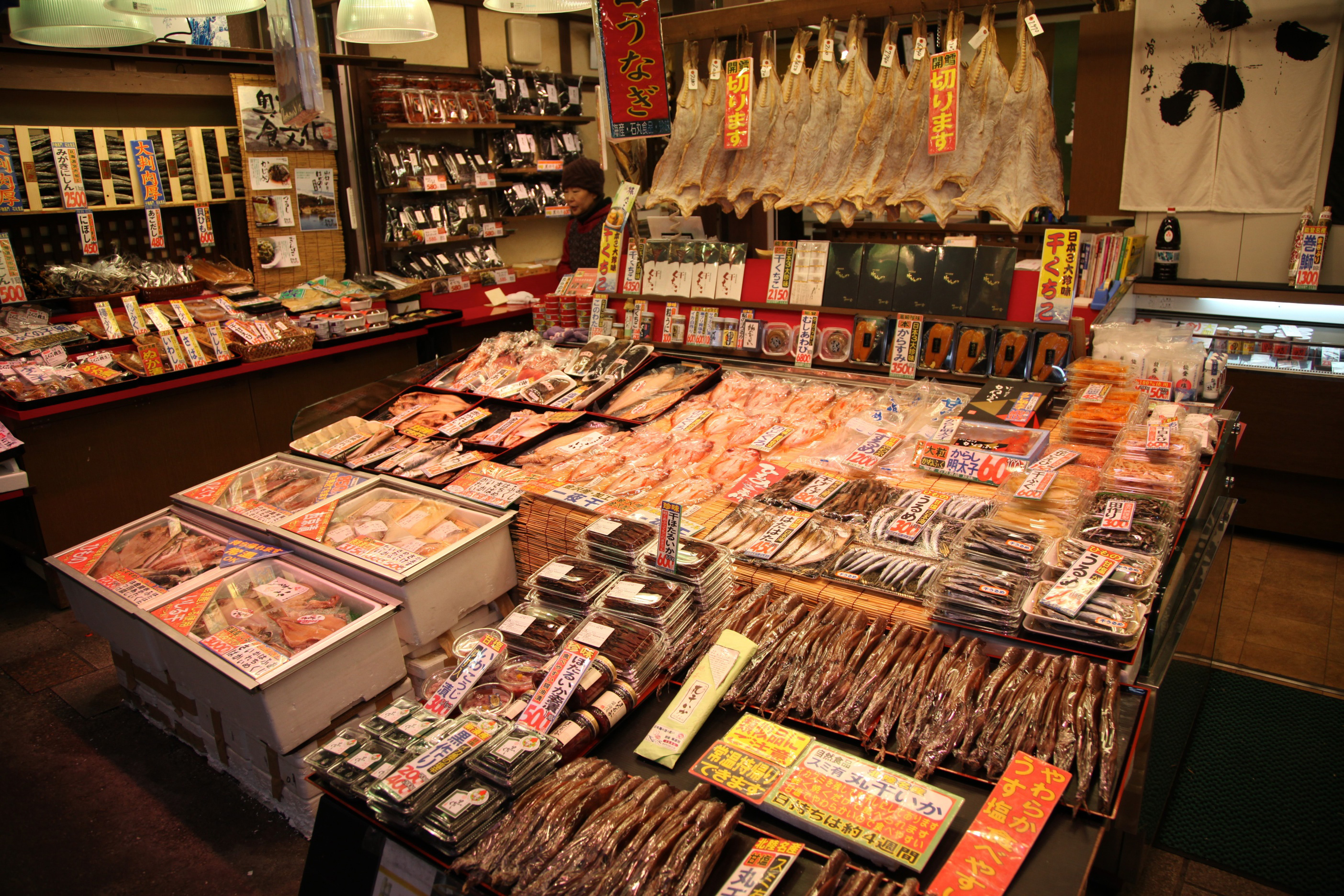
市場内の乾物店
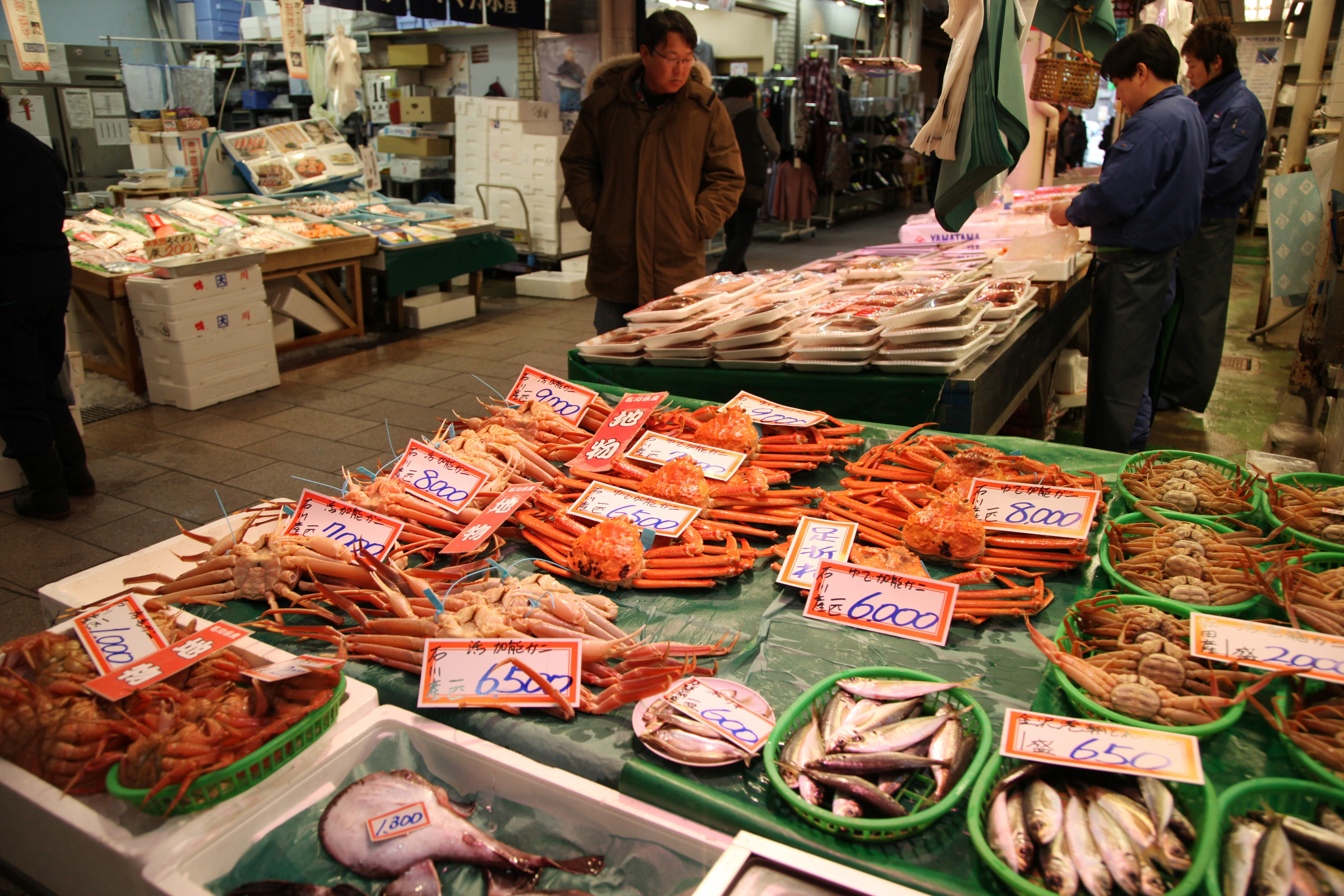
市場内の鮮魚店

## 歴史

### 市場の形成
前身の近江町は、かつては佐久間盛政が金沢に居城を構えた頃に建設した尾山八町の一つで、金沢では前田利家入城前から存在した最も古い町の一つであった。近江国から商人を移住させたのが町名の由来となっている。藩政時代は17世紀後半より上下の2町に別れており、既に魚市場が形成されて賑わっていた。
近江町市場形成以前は各地にあった市がる、元禄3年（1690年）3月16日の大火をきっかけとして、まず同年に袋町にあった浅野川口の魚市場が同地に移転し、享保6年（1721年）に犀川口の魚市場も併合するなど、順次近江町に集められたのが始まりとされている。
文化8年（1811年）には、市中の魚鳥商のほとんどが当町に集住していたことが知られる。
近江町には明治時代まで惣構があり、その外側に青果を扱う「青草辻市場」、その内側に鮮魚を扱う「近江町市場」があった。
江戸時代には加賀藩から許可を受けた棟取（とうどり）などの世話役から鑑札を受けた業者のみが商売を許されていた。明治時代に営業が自由化されると鑑札は廃止された。惣構も取り除かれ、さらに1904年（明治37年）6月3日の大火（266戸を焼失）の後に直線道路が付けられ近江町の一帯は整備された。同年8月16日に青果業者53人が石川県の許可を得て市場を開設したが、その標柱には「官許金澤青草辻市場」と書かれていた。1923年（大正12年）には青果の御部門が近くの石屋小路（現・武蔵町）に移転し住吉市場となった。大正時代には、市場の路面が金沢市内のアスファルト舗装第一号となった。太平洋戦争前には美術展や演芸（浄瑠璃、万歳）も催された。
太平洋戦争末期には一時市場が取り払われたりもしたが終戦直後はすぐ再建している。また、この頃には闇市を取り締まるため一時的に鑑札制度が再導入された。
昭和30年代から平成まで建っていた標柱には「近江町」の文字も入り「官許金澤青草辻近江町市場」と書かれていた。
後に流通量の増大とモータリゼーションの発達もあり、卸売部門は西念町の中央卸売市場へ移転した。

### 再開発事業

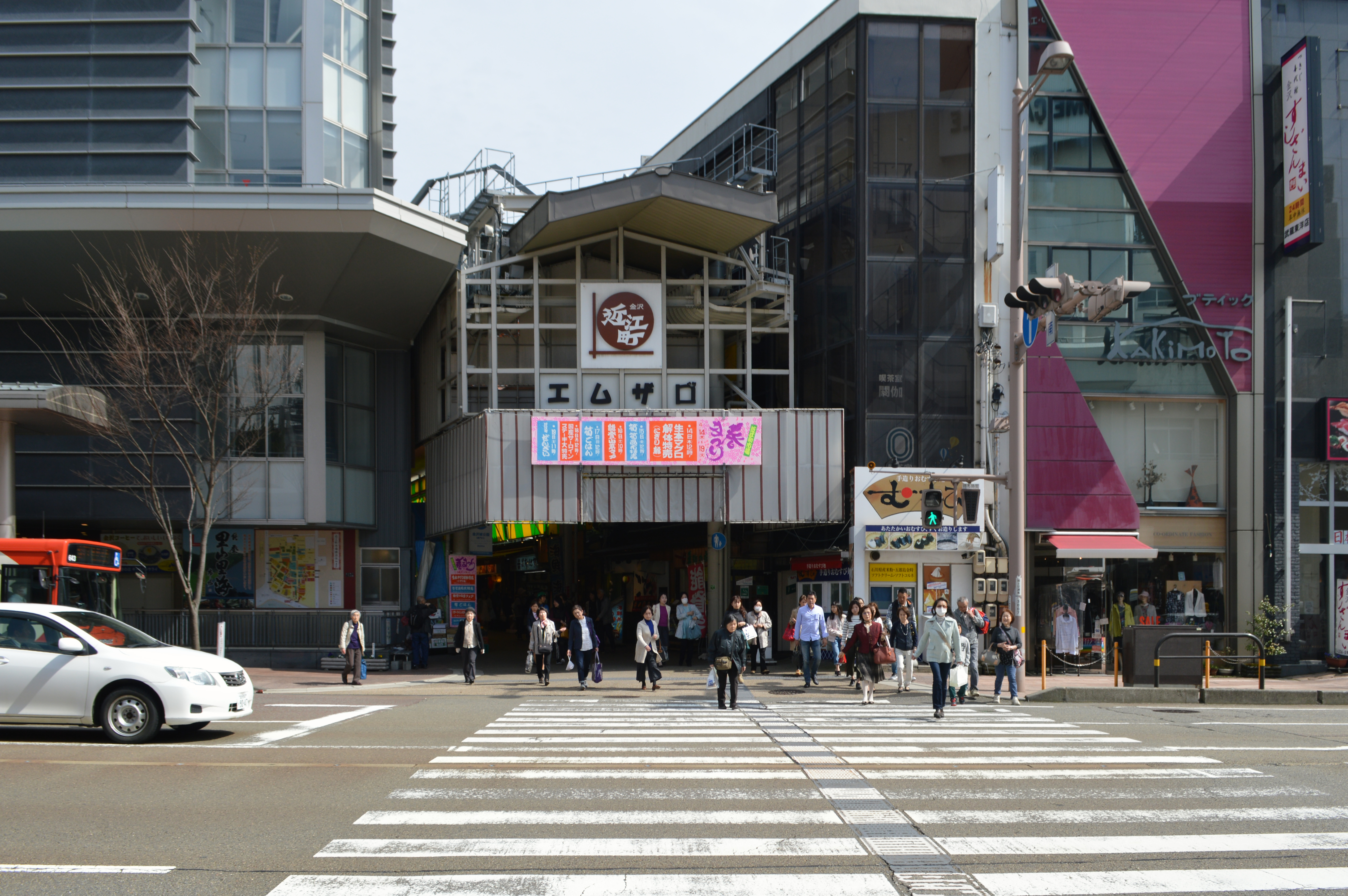
近江町市場スカイビル口

#### 経緯
第二次世界大戦の戦災を免れた近江町市場は古くからの趣がある市場として地元の利用客だけでなく観光地としても多くの人が訪れてきた。しかし、アーケード（1956年に建設）や建物の老朽化が顕著になった他に、施設店舗の防災体制にも問題が出るようになり近江町市場の再開発事業が行われることになる。武蔵ヶ辻第四地区第一種市街地再開発事業として2007年に再開発事業に本格的に着手した。

#### 概要
むさし交差点周辺の一角を解体し、地下1階・地上5階建ての再開発ビル（近江町いちば館）を2007年3月25日に着工。また、この再開発に合わせて、ビルに面する国道157号・国道159号を3-4mほど拡幅するため、村野藤吾が設計した北國銀行武蔵ヶ辻支店を現状より後方に約13m移動し、ビルと一体化させる工事にも着手した。
2007年1月6日には、市場の駐輪場と多目的広場があった敷地（十間町）約1,000m2に平屋建ての仮設店舗棟を完成させて、1月15日から営業を開始した。再開発区域にある青果店や鮮魚店など約20店が入居。なお、大通りに面する一角で再開発を行ったため、市場全体が営業していないと勘違いする観光客も多かったが、工事期間中も全店舗が営業を継続していた。

## 市場の構成

### 市場内の通り名
- 上近江町通り
- 下近江町通り
- 上通り
- 中通り
- 青果通り
- 鮮魚通り
- 新通り

### 市場へのアクセス
- 金沢駅・北鉄金沢駅より
  - 徒歩で約15分
  - 北陸鉄道・西日本ジェイアールバス「武蔵ヶ辻・近江町市場」下車
  - タクシーで約5分
- 金沢東ICより車で約15分
  - 近江町いちば館に100台分の駐車場を併設。また、市場周辺に公営駐車場・個人駐車場・コインパーキングが点在

## 近江町いちば館
2009年4月16日に開業した近江町市場の再開発ビルで73店舗が入居する商業施設である。2008年12月1日に一部店舗が先行開業した。また、同年12月の先行開業と同時に12月7日より、これまで休業日としていた日曜日に一部店舗で営業を開始した。

### 施設概要
- 所在地：石川県金沢市青草町88番地
- 敷地面積：4,827m2
- 延床面積：1万7,349m2
- 構造：地上5階地下1階、鉄骨鉄筋コンクリート造

### 主な施設
- 地下1階：惣菜店・飲食店・ドラッグストアなど13店舗、金沢エムザ連絡口
- 1階
  - 青果店・飲食店など50店舗
  - 武蔵ヶ辻・近江町市場バス停（北陸鉄道：いちば館前、金沢ふらっとバス：北國銀行前）
- 2階：飲食店10店舗
- 3階：近江町交流プラザ（ちびっこ広場・食育広場）、駐車場
- 4階：近江町交流プラザ（まなびぃ広場・市民サービスコーナー）、駐車場
- 5階：事務所フロア